# 150 X
Les Decapod appelées BR 44 en Allemagne (BR signifiant Baureihe, autrement dit : série ou gamme) et 150 X en France sont des locomotives à vapeur d'origine allemande dont le prototype remonte à 1926. Il s'agit de locomotives lourdes de forte puissance utilisées sur les trains de marchandises de fort tonnage sur les lignes principales.
À partir de 1942, une version simplifiée économisant les matériaux stratégiques fut mise au point : la BR 44ük (ük signifiant Übergangskriegslokomotive, autrement dit : locomotive de guerre transitoire). 

## Utilisation et services
La SNCF récupéra 239 machines, principalement des BR 44ük, dont 226 en construction dans des usines françaises qui furent incorporées au parc en étant immatriculées 1- et 2-150 X numéros entre 819 et 1995 et 13 machines restées hors inventaire immatriculées 1- et 2-150 X numéros : 819, 838, 928, 929, 941, 942, 962, 1083, 1089, 1092, 1110, 1801 et 1803. Entre 1949 et 1950 les machines incorporées prirent les immatriculations 1- et 2-150 X 1 à 226. Dans leur pays d'origine elles apparurent en 1926 (prototypes), furent construites en série à partir de 1937 et furent immatriculées BR 44.
Elles furent la série de Decapod la plus puissante construite pour la DB (1 900 ch) mais, en France, elles étaient moins puissantes, économes, et rapides que les 150 P. Elles y assurèrent un dur labeur jusqu'à l'apparition des CC 14000 et CC 14100 surnommées : « Fers à Repasser ».
Elles se retrouvèrent engagées sur les régions du Nord et de l'Est ainsi que sur la fameuse "artère Nord-Est" en tractant tous les trains lourds (charbon, minerai, acier et trains de marchandises diverses). Leur conception standardisée à l'allemande (sous l'autorité du Dr R.P. Wagner) fit que ces locomotives furent exploitées en banalité, comme les 141 R, à la philosophie identique.
Au Nord, qui fut la première région à les toucher fin novembre 1944 elles furent affectées aux dépôts suivants :
- Lens, Valenciennes et Hirson.

À l'Est ce furent les dépôts suivants qui reçurent les 150 X :
- Thionville, Metz-Frescaty, Sarreguemines, Audun-le-Roman, Conflans-Jarny et Lumes.

L'arrivée des 150 X dans les dépôts sonna le glas pour beaucoup d'autres séries devenues trop anciennes ou trop peu puissantes. Après l'électrification de "l'artère Nord-Est", une partie de ces locomotives à vapeur de construction moderne se retrouva sans emploi, et 48 d’entre elles furent revendues d'occasion en 1955. La SNCF vendit les unités suivantes aux chemins de fer Turcs (TCDD) :
- 150 X 4, 9, 15, 22, 24, 26, 32, 34, 60, 66, 70, 71, 72, 74, 76, 77, 79, 82, 85, 86, 87, 88, 89, 90, 95, 97, 101, 102, 106, 108, 123, 124, 144, 146, 149, 159, 162, 163, 164, 177, 178, 181, 183 et 184.

Ces machines partirent entre le 30 avril et le 25 juillet ; elles roulèrent jusque dans les années 1970.
Les machines de la région Nord furent radiées de 1955 à 1959 et celles de la région Est le furent de 1957 à 1965. Pour certaines d'entre elles la carrière fut de 7 à 8 ans, alors que d'autres eurent une carrière de 20 ans.
En Allemagne les dernières ont circulé le 26 octobre 1977 (fin officielle de la traction vapeur en RFA), et jusqu'au début des années 1980 en RDA. Un grand nombre de BR 44 sont aujourd'hui préservées outre-Rhin, parmi elles quatre machines sont de construction française,[Lesquelles ?]. L'ex-150 X 82 est préservée au musée de Çamlik en Turquie.

## Description

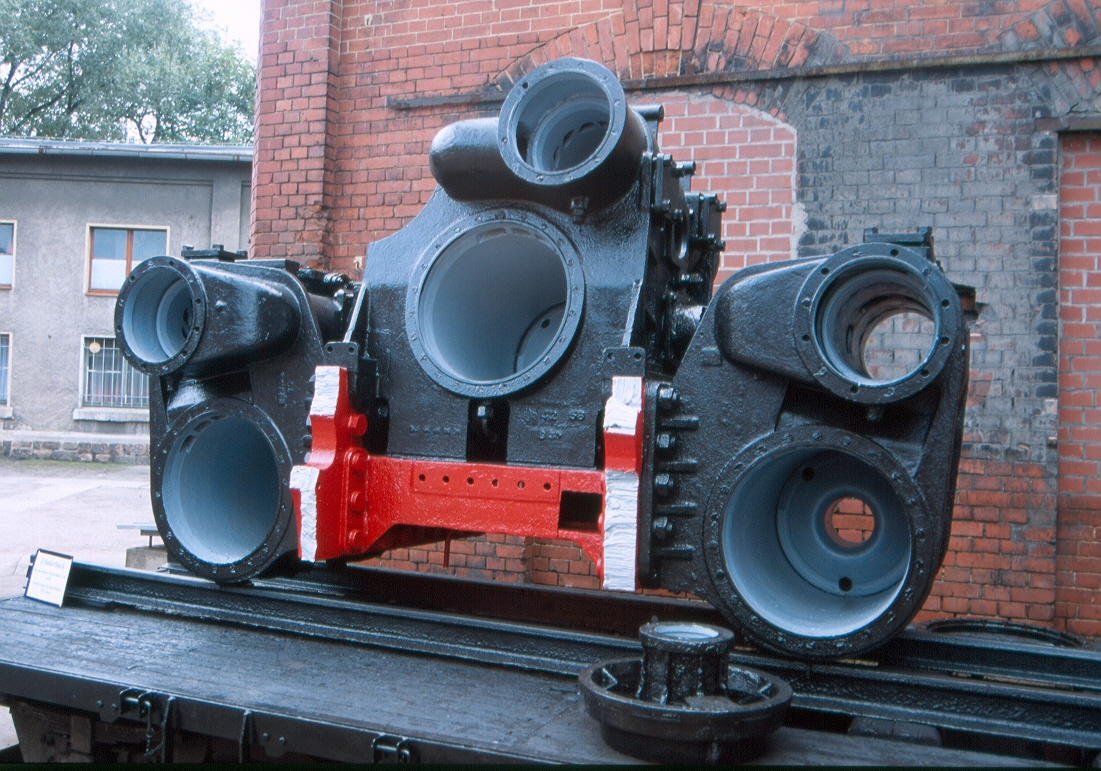
Un bloc-cylindres de BR 44

Ces Decapod disposaient d'un moteur à trois cylindres à simple expansion et la distribution était du type « Walschaerts », le second essieu moteur étant coudé et recevant la bielle motrice du cylindre intérieur. Le foyer était du type « Crampton » à ciel plat et à grille débordante sur les deux derniers essieux. L'échappement était fixe de type « Allemand » mais quelques-unes furent munies de l'échappement « Kylchap ». La chaudière équipée de deux dômes de prise de vapeur était d'un grand diamètre atteignant les 2,10 m, et obligea la SNCF à supprimer la rehausse de cheminée pour approcher les limites du gabarit passe partout. Leur châssis était composé de deux longerons en barres de 100 mm d'épaisseur. Le bogie-bissel du type « Krauss Helmholtz » avait un déplacement latéral de + ou - 15 mm pour l'essieu moteur et de + ou - 96 mm pour l'essieu porteur. Conformément à la pratique allemande, la cabine de conduite était commode assurant une bonne protection du personnel de conduite. Quelques unités furent équipées d'écrans pare-fumées. La charge sur les essieux moteurs atteignait 20 t et la série était dite du type lourd par opposition au type léger qu'étaient les 150 Z.

## Tenders

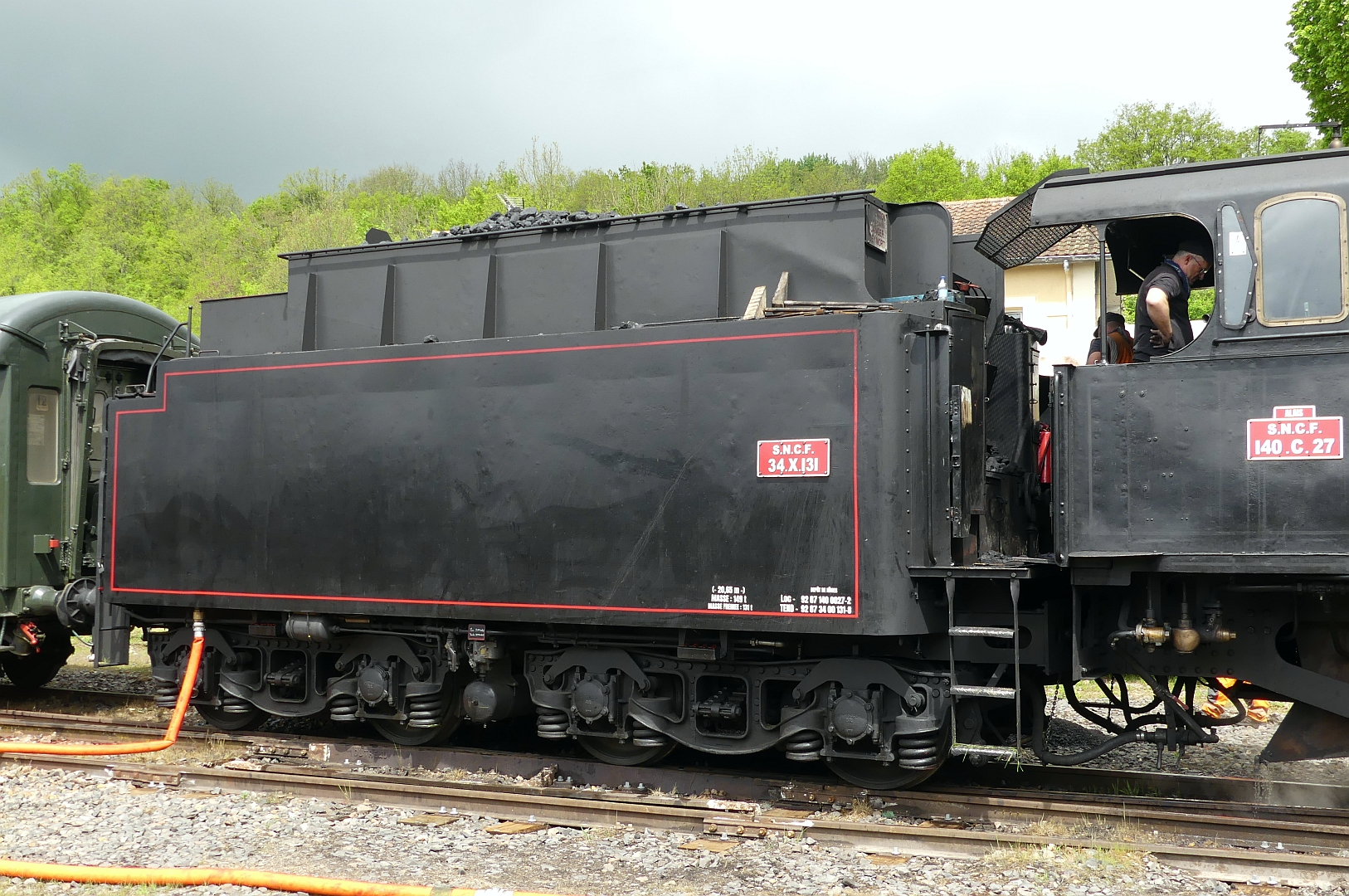
Le tender 34 X 131 aujourd'hui attelé à la 140 C 27.

Les tenders qui leur furent accouplés ont toujours été les mêmes : il s'agissait de tenders à bogies et caisse soudée contenant 34 m3 d'eau et 10 t de charbon. Ils furent immatriculés 1- et 2-34 X 819 à 2025 puis 1- et 2-34 X 1 à 226 pour les tenders incorporés. Les tenders accompagnant les machines restées hors inventaire furent immatriculés 1- et 2-34 X entre 819 et 1110.
La 150 X 1801 eut pour tender un type de même conception mais légèrement différent. Il emportait 31,5 m3 d'eau et 7 t de charbon et fut immatriculé 31 X 1801.

## Constructeurs

### Allemagne

#### Borsig AG
- 44 124-139
- 44 324-388
- 44 644-683
- 44 1101-1144
- 44 1241-1292[7]
- 44 1521-1587

#### Henschel & Sohn (Cassel)
- 44 001-003 (prototypes de 1926) ;
- 44 011-012 (prototypes à haute pression de 1933)
- 44 013-025
- 44 040-048
- 44 066-103
- 44 389-498

Krauss-Maffei (Munich)
- 44 140-146
- 44 266-283
- 44 499-553

#### Krupp AG (Essen)
- 44 026-037
- 44 049-059
- 44 104-123
- 44 169-219
- 44 554-623
- 44 1165-1210
- 44 1313-1384
- 44 1646-1672

#### Maschinenfabrik Esslingen
- 44 010 (prototype de 1926)
- 44 374-388

#### Schichau-Werke (Elbing)
- 44 147-156
- 44 254-265
- 44 624-643
- 44 1211-1230
- 44 1385-1420
- 44 1673-1700

#### Berliner Maschinenbau-Actien-Gesellschaft (BMAG)
- 44 001-009 (prototypes de 1926)
- 44 038 et 039
- 44 060-065
- 44 157-168
- 44 220-253

### Autriche

#### Lokomotivfabrik Floridsdorf
- 44 684-701
- 44 1013-1100

### Danemark

#### Frichs (Aarhus)
- 44 1231-1240

### France

#### Fives-Lille
- 44 778-832
- 44 1293-1444
- 44 1751-1765
- 44 1846-1865[8]
- 44 1956-2025 (toutes construites pour la SNCF après la défaite allemande)

#### Schneider & Cie
- 44 728-777
- 44 1481-1520
- 44 1701-1720
- 44 1766-1795 (toutes construites pour la SNCF après la défaite allemande)

#### Société de construction des Batignolles
- 44 833-912
- 44 1736-1750
- 44 1823-1845 (toutes construites pour la SNCF après la défaite)
- 44 1936-1949 (idem)

#### Société française de constructions mécaniques (Cail)
- 44 913-972
- 44 1445-1480
- 44 1721-1735
- 44 1796-1822 (en partie construites directement pour la SNCF après la défaite[9])
- 44 1866-1905 (toutes construites pour la SNCF après la défaite)

#### Société alsacienne de constructions mécaniques (Graffenstaden)
- 44 973-1012
- 44 1588-1606

### Pologne

#### Fablok
- 44 284-323
- 44 702-727
- 44 1145-1164
- 11 1293-1312
- 44 1607-1645

## Caractéristiques
- Surface de grille: 5 m2
- Surface de chauffe: 237,67 m2
- Surface de surchauffe: 100 m2
- Nombre d'éléments: 43
- Nombre de cylindres: 3
- Diamètre cylindre: 550 mm
- Course cylindre: 660 mm
- Pression de la chaudière : 16 bar
- Diamètre des roues motrices : 1 400 mm
- Diamètre des roues du bissel : 850 mm
- Masse à vide: 99,9 tonnes
- Masse en ordre de marche : 109,8 tonnes
- Masse adhérente : 95,2 tonnes
- Longueur hors tout de la locomotive seule: 13,817 m
- Empattement total : 9,650 m
- Puissance maximum indiquée: 2171 kW à 60 km/h
- Puissance maximum à la jante: 1765 kW à 60 km/h
- Puissance maximum au crochet du tender:
- Effort de traction maximum: 335 KN
- Vitesse maxi en service : 80 km/h

Tender:
- Tare du tender: 28,6 tonnes
- Capacité en eau: 34 m3
- Capacité en charbon: 10 tonnes
- Masse du tender en ordre de marche : 72,6 t
- Masse totale locomotive + tender : 182,4 t
- Longueur du tender: 8,645 m
- Longueur totale locomotive + tender: 22,462 m